# To Mega Therion
To Mega Therion (grego: Το Μεγα Θηριον, "A Grande Besta") foi o mote, ou nome mágico, assumido pelo ocultista inglês Aleister Crowley ao atingir o grau de Magus na ordem thelemica conhecida por Astrum Argentum. É também um dos princípios utilizados em Thelema para representação do masculino.

## Origens
As duas principais referências para o nome To Mega Therion são sua aparição no Livro das Revelações (o Apocalipse de João), onde também há referênias à sua contraparte, Babalon. Therion (A Besta) e Babalon também aparecem no Livro da Lei, livro sagrado da filosofia e religião de Thelema

### O Apocalipse de João
São várias as passagens da Bíblia cristã onde a figura da Grande Besta surge. A primeira, e talvez mais conhecida, é Ap 13:
E vi subir do mar uma besta que tinha sete cabeças e dez chifres, e sobre os seus chifres dez diademas, e sobre as suas cabeças um nome de blasfêmia. E a besta que vi era semelhante ao leopardo, e os seus pés como os de urso, e a sua boca como a de leão; e o dragão deu-lhe o seu poder, e o seu trono, e grande poderio. E vi uma das suas cabeças como ferida de morte, e a sua chaga mortal foi curada; e toda a terra se maravilhou após a besta. E adoraram o dragão que deu à besta o seu poder; e adoraram a besta, dizendo: Quem é semelhante à besta? Quem poderá batalhar contra ela? E foi-lhe dada uma boca, para proferir grandes coisas e blasfêmias; e deu-se-lhe poder para agir por quarenta e dois meses. E abriu a sua boca em blasfêmias contra Deus, para blasfemar do seu nome, e do seu tabernáculo, e dos que habitam no céu. E foi-lhe permitido fazer guerra aos santos, e vencê-los; e deu-se-lhe poder sobre toda a tribo, e língua, e nação. E adoraram-na todos os que habitam sobre a terra, esses cujos nomes não estão escritos no livro da vida do Cordeiro que foi morto desde a fundação do mundo. Se alguém tem ouvidos, ouça. Se alguém leva em cativeiro, em cativeiro irá; se alguém matar à espada, necessário é que à espada seja morto. Aqui está a paciência e a fé dos santos. E vi subir da terra outra besta, e tinha dois chifres semelhantes aos de um cordeiro; e falava como o dragão. E exerce todo o poder da primeira besta na sua presença, e faz que a terra e os que nela habitam adorem a primeira besta, cuja chaga mortal fora curada. E faz grandes sinais, de maneira que até fogo faz descer do céu à terra, à vista dos homens. E engana os que habitam na terra com sinais que lhe foi permitido que fizesse em presença da besta, dizendo aos que habitam na terra que fizessem uma imagem à besta que recebera a ferida da espada e vivia. E foi-lhe concedido que desse espírito à imagem da besta, para que também a imagem da besta falasse, e fizesse que fossem mortos todos os que não adorassem a imagem da besta. E faz que a todos, pequenos e grandes, ricos e pobres, livres e servos, lhes seja posto um sinal na sua mão direita, ou nas suas testas, Para que ninguém possa comprar ou vender, senão aquele que tiver o sinal, ou o nome da besta, ou o número do seu nome. Aqui há sabedoria. Aquele que tem entendimento, calcule o número da besta; porque é o número de um homem, e o seu número é seiscentos e sessenta e seis.
Nota: algumas traduções da Bíblia, citando diferentes manuscritos, dão o valor 616 e não 666. Outras, derivadas dos Manuscritos do Mar Morto, indicam o número 656.
Outro trecho importante é o que mostra a ligação entre a Besta e Babalon, Apo 17:3-6:
E levou-me em espírito a um deserto, e vi uma mulher assentada sobre uma besta de cor de escarlate, que estava cheia de nomes de blasfêmia, e tinha sete cabeças e dez chifres. E a mulher estava vestida de púrpura e de escarlate, e adornada com ouro, e pedras preciosas e pérolas; e tinha na sua mão um cálice de ouro cheio das abominações e da imundícia da sua prostituição; E na sua testa estava escrito o nome: "Mistério, a grande babilônia, a mãe das prostituições e abominações da terra". E vi que a mulher estava embriagada do sangue dos santos, e do sangue das testemunhas de Jesus. E, vendo-a eu, maravilhei-me com grande admiração.

### Livro da Lei
Dentro do Liber AL vel Legis, são as seguintes as referências à Besta:
- Liber AL I:15 - "Agora vós devereis saber que o escolhido sacerdote & apóstolo do espaço infinito é o príncipe-sacerdote a Besta; e em sua mulher chamada a Mulher Escarlate está todo o poder concedido. Eles agruparão minhas crianças dentro do seu cercado: eles trarão a glória das estrelas para dentro do coração dos homens."

- Liber AL II:24 - "Contemplai! estes são graves mistérios; pois existem também dentre meus amigos aqueles que são eremitas. Agora não penseis em encontrá-los na floresta ou na montanha; mas em camas de púrpura, acariciados por magníficas bestas de mulheres com grandes membros, e fogo e luz em seus olhos, e volumosas mechas de cabelo flamejante sobre eles; lá vós os encontrareis. Vós os vereis no comando, em exércitos vitoriosos, em toda a alegria; e haverá neles uma alegria um milhão de vezes maior que esta. Cuidado para que um não force o outro, Rei contra Rei! Amai-vos uns aos outros com os corações ardentes; nos homens baixos pisoteai no feroz desejo de vosso orgulho, no dia de vossa ira."

- Liber AL III:14 - "Tu verás essa hora, ó Besta abençoada, e tu, a Concubina Escarlate do desejo dele!"

- Liber AL III:22 - "As outras imagens agrupa ao meu redor para me sustentar: que todas sejam adoradas, pois elas deverão juntar-se para me exaltar. Eu sou o objeto de adoração visível; os outros são secretos; para a Besta & sua Noiva eles são: e para os vencedores do Ordálio x. O que é isso? Tu saberás."

- Liber AL III:34 - "Mas vosso lugar sagrado permanecerá intocado através dos séculos: se bem que com o fogo e a espada ele seja queimado & destroçado, no entanto uma casa invisível lá permanecerá, e deverá permanecer até a queda do Grande Equinócio; quando Hrumachis erguer-se-á e aquele da dupla baqueta assumirá meu trono e lugar. Um outro profeta deverá erguer-se, e trazer febre fresca dos céus; uma outra mulher despertará a volúpia e a adoração da Serpente; uma outra alma de Deus e da besta misturar-se-á no sacerdote englobado, um outro sacrifício maculará a tumba; um outro rei deverá reinar; e a bênção não mais será derramada Ao místico Senhor da cabeça de Falcão."

- Liber AL III:47 - "Este livro deverá ser traduzido para todas as línguas; mas sempre com o original na escrita da Besta; pois na forma casual das letras e suas posições de uma para outra: nisso estão mistérios que nenhuma Besta adivinhará." (parc.)

## Interpretações

### Visão Cristã
Na visão bíblica, a Besta aparece como uma representante do Dragão para a batalha do fim dos tempos. Segundo a interpretação canônica da maioria dos cristãos, seria Satã dando origem a seu filho na terra, contraparte de Jesus, o Anticristo, que viria empossado de grande poder para controlar o mundo e apressar sua queda.

### Visão Mitológica
O texto apresenta correspondências com antigas mitologias meso-orientais, como a dragonesa Tiamat, morta por Gilgamesh em seu épico. Há também ligações com Leviatã, o primeiro ser aquático na mitologia semita que, no final, lutaria com o primeiro ser da terra, Behemoth, e com o primeiro ser do ar, Ziz.

### Visão Esotérica
Uma leitura desse capítulo pode ser dada a partir de seu último versículo: "Aquele que tem entendimento, calcule o número da besta; porque é o número de um homem, e o seu número é seiscentos e sessenta e seis". Dentro das tradições ocultistas, uma série de atribuições é dada aos números e suas correspondências com as letras, sendo esse processo dentro da Cabala conhecido como gematria, no qual palavras com o mesmo valor numérico são misticamente correspondentes. Segundo esse processo, o número 666 tem correlações com Sehm Yeshuah, que se traduz como "O Nome Jesus".
Dentro do sistema esotérico da geomancia, o qual atribui a cada astro um valor numérico a partir dos resultados de quadrados mágicos e eles correspondentes, o número 666 é o do espírito do Sol, de nome Sorath. Nos mitos do ciclo arthuriano, o nome Kamuret, da lenda de Parsifal também possui a soma 666.
Destas informações obtém-se uma interpretação esotérica distinta da cristã, uma vez que nesta linha de pensamento tanto a figura de Jesus quanto a do Sol são atribuídas à representação da divindade interior e ao núcleo de individualidade do ser humano, o Self. Assim, por esta visão, a Besta que sai do Mar (símbolo recorrente do arquétipo da Grande Mãe) possui o significado do processo de individuação.

### Visão Thelemica
Para a filosofia de Thelema, onde esta figura representa um papel importante, Therion, a Besta, representa o arquétipo complementar ao de Babalon, i.e., o princípio ativo criador masculino, bem como os instintos sexuais descontrolados.
Associa-se, pela leitura da Cabala, com a Sephira Chokmah: é o Logos, a Voz através da qual Deus cria. Sua consorte é Babalon, que recebe e organiza a semente de Therion para dar luz à vida. O modo thelemico e poético de se entender isto é a imagem de Babalon cavalgando a Besta.

## To Mega Therion e Aleister Crowley
Nas referências do Liber AL vel Legis fica indicado que a Besta seria o próprio Aleister Crowley, na figura do Profeta do Novo Eon. Em sua infância, por não se adaptar aos preceitos da rígida seita religiosa onde foi criado, já havia recebido de sua mãe o "apelido" de "Besta do Apocalipse". Desta forma, ao atingir dentro da Astrum Argentum o Grau de Magus assumiu para si o título de To Mega Therion ou A Grande Besta 666.
Lon Milo Duquette, em seu livro "A Magia de Aleister Crowley", transcreve parte de um depoimento prestado por Crowley em uma corte, num processo ocorrido em 1934, em seu estilo particularmente irônico:
- Você assumiu para si próprio a designação Besta 666?

- Sim.

- Você se chama de Mestre Therion?

- Sim.

- O que Therion significa?

- "Grande Besta Selvagem".

- Esses títulos dão a clara impressão de suas práticas e perspectiva de vida?

- Isso depende do significado deles.

- "A Grande Besta Selvagem" e a "Besta 666" são do Apocalipse?

- Isso apenas significa luz do Sol; 666 é o número do Sol. Você pode me chamar de "Pequena luz do Sol".
Para muitos thelemitas contemporâneos, Therion não se refere necessariamente à pessoa de Crowley, mas a um arquétipo relacionado à virilidade, impulso criativo e à natureza na sua forma mais selvagem. É, portanto, um estado espiritual. 

Contudo, quando se utiliza o termo Mestre Therion, então está se fazendo uma referência direta a Aleister Crowley.